# موموکو سایاما
موموکو سایاما (انگلیسی: Momoko Sayama؛ زادهٔ ۱۹ فوریهٔ ۱۹۹۲) بازیکن فوتبال اهل ژاپن است.